# Eusarcus aduncus
Eusarcus aduncus is een hooiwagen uit de familie Gonyleptidae.